# U9 (Metro de Berlim)

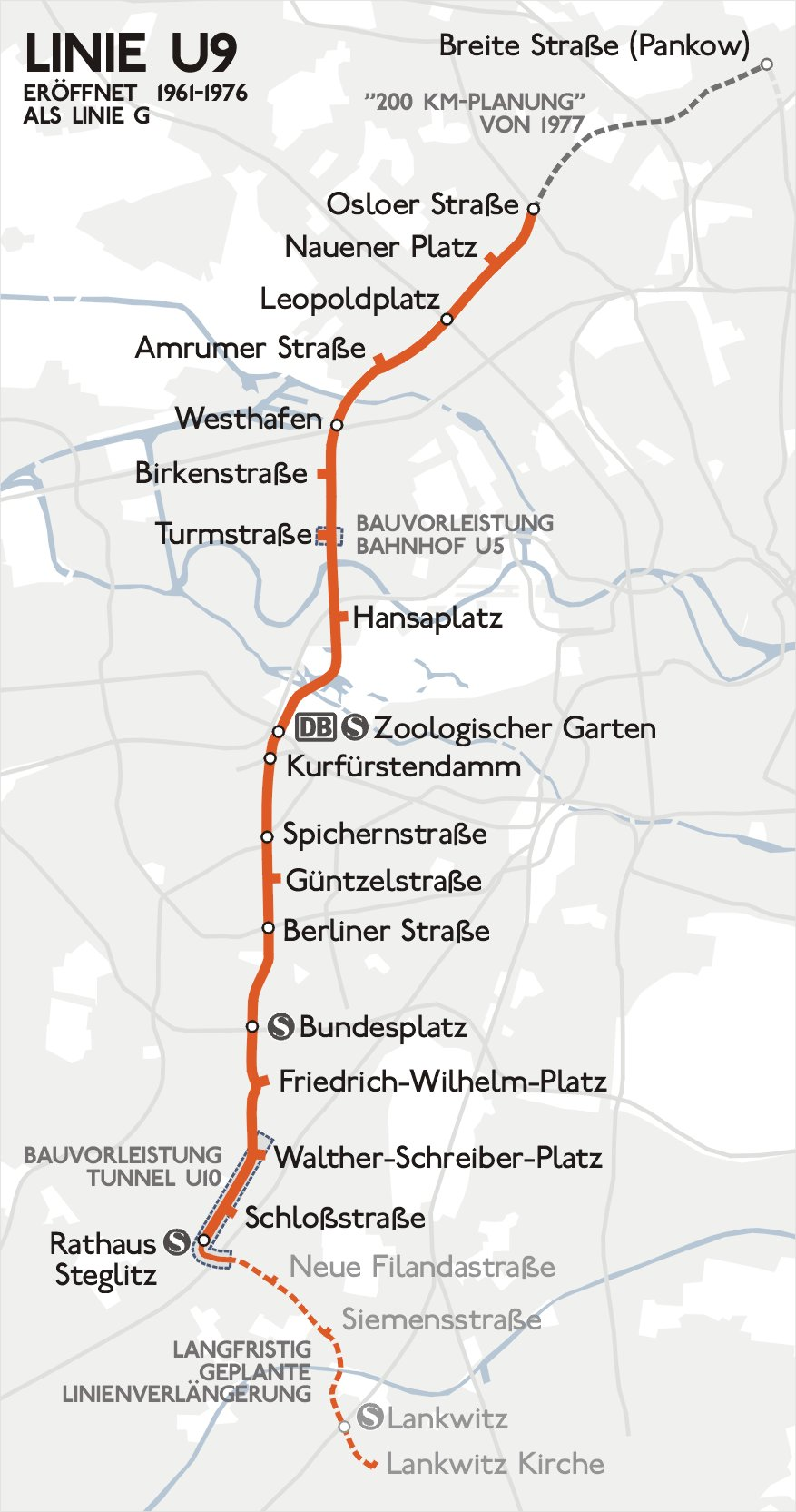
Linha 9 da U-Bahn de Berlim

U9 é uma das nove linhas da U-Bahn de Berlim. Foi inaugurada em 1961 e circula entre as estações de Rathaus Steglitz e Osloer Straße. Tem ao todo 18 estações.